# 12-Bar Original
12-Bar Original ist ein instrumentales Musikstück der britischen Band The Beatles aus dem Jahr 1965, das bis 1996 unveröffentlicht blieb.

## Hintergrund
12-Bar Original ist das erste instrumentale Stück, das die Beatles aufnahmen, seit sie bei der EMI unter Vertrag standen. Es ist eines der sehr wenigen Lieder, die die Band gemeinsam schrieb und basiert vage auf dem Lied Green Onions von Booker T. & the M.G.’s aus dem Jahr 1962. Das Lied wurde während der Arbeit am Album Rubber Soul aufgenommen, und nach der Auflösung der Beatles (1970) gab es Gerüchte, dass ursprünglich auf dem Album Rubber Soul ein titelgebendes instrumentales Lied enthalten sein sollte, bei dem es sich wahrscheinlich um 12-Bar Original handelt. Musikalisch ist das Lied ein Versuch der Beatles, einen Blues zu spielen.
Ein weiterer Grund für die Aufnahme könnte darin bestanden haben, dass die Beatles mit den Aufnahmen für Rubber Soul in Zeitverzug waren und mit diesem improvisierten Lied das Album füllen wollten.

## Besetzung
- George Harrison: Sologitarre
- John Lennon: Sologitarre
- Paul McCartney: Bass
- Ringo Starr: Schlagzeug
- George Martin: Harmonium

## Aufnahme
12-Bar Original wurde am 4. November 1965 in den Londoner Abbey Road Studios aufgenommen. Produziert wurde es von George Martin, der auf der Aufnahme auch ein Harmonium spielt. Ihm assistierte Norman Smith. Die Band probte zunächst das Lied und nahm dann zwei Takes auf, von denen sie das erste abbrachen. Das zweite Take war mit 6 Minuten und 42 Sekunden ungewöhnlich lang. Overdubs wurden der Aufnahme nicht hinzugefügt.
Da das Lied während der weiteren Arbeiten am Album Rubber Soul nie abgemischt wurde, war es nicht für eine Veröffentlichung vorgesehen. Erst drei Tage vor der Veröffentlichung des Albums wurde das Lied in Mono abgemischt und für die privaten Sammlungen der Beatles auf Azetatplatten gepresst.

## Veröffentlichung
Erst 1996 erschien 12-Bar Original in einer neu gefertigten Stereoversion auf dem Album Anthology 2. Diese Version wurde deutlich auf 2 min 55 s gekürzt. Zuvor war es schon – auch in ungekürzter Fassung – auf zahllosen Bootlegs der Beatles zu finden.